# Lagoa da Canoa
Lagoa da Canoa este un oraș în statul Alagoas (AL) din Brazilia.